# إدفارد سورينسن
إدفارد سورينسن هو سياسي دنماركي، ولد في 29 أغسطس 1893 في Lindbjerg ‏ في الدنمارك، وتوفي في 15 مايو 1954 في كوبنهاغن في الدنمارك. نشط حزبياً في الحزب الليبرالي. وقد انتخب عضو فولكتنغ ‏.